# Knick mit Knickharfen

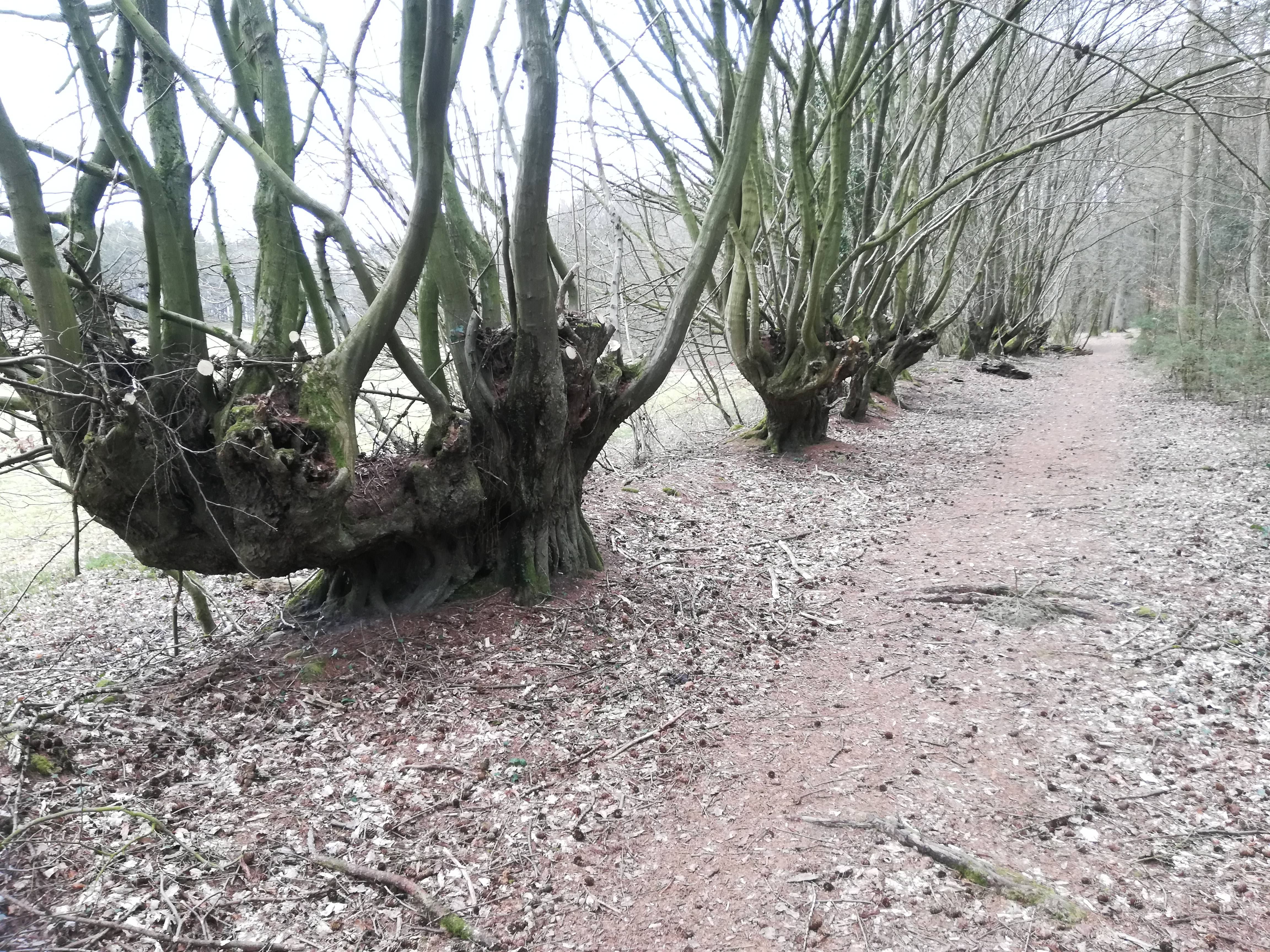
Knickharfen bei Aukrug-Homfeld

Das Naturdenkmal Knick mit Knickharfen in Aukrug-Homfeld ist ein 50 Meter langer Knick mit rund 250 Jahre alten Knickharfen, der 1990 unter Schutz gestellt wurde.

## Geschichte
Die Knicks in Schleswig-Holstein mussten um 1770 nach der Feldaufteilung laut Gesetz angelegt und mit Sträuchern bepflanzt werden. Sie sollten als Einfriedung dienen. Bei entstandenen Lücken wurden Zweige „geknickt“, sie wuchsen seitlich weiter und die heruntergebogenen Schösslinge wuchsen zu einem dichten Zaunsystem zusammen, aus dem die Seitentriebe oft nach oben wuchsen und dabei harfenförmige Gestalten annahmen. Knickharfen sind somit erhalten gebliebene kulturhistorische Relikte der alten Zaunfunktion.
Bei dem Aukruger Naturdenkmal sind nach so langer Zeit Knickharfen mit bis zu acht Metern Breite entstanden.
Die Kreisverordnung zum Schutze eines Naturdenkmals in der Gemeinde Aukrug wurde am 24. Juli 1990 erlassen und war der Auftakt für verschiedene Pflegemaßnahmen. So wurden die dickstämmigen Rot- und Hainbuchen nach 45 Jahren erstmals wieder auf den Stock gesetzt.